# Suuri-Sarkanen
Suuri-Sarkanen är en sjö i Finland. Den ligger i kommunen Villmanstrand i landskapet Södra Karelen, i den södra delen av landet, 190 km öster om huvudstaden Helsingfors. Suuri-Sarkanen ligger 47,8 meter över havet. I omgivningarna runt Suuri-Sarkanen växer i huvudsak barrskog. Arean är 1,08 kvadratkilometer och strandlinjen är 10,62 kilometer lång. Sjön  ingår i Tervajokis huvudavrinningsområde. 